# Antonía-Athiná Frey
Antonía-Athiná Frey (en griego: Αντωνία-Αθηνά Φράι; Hamburgo, RFA, 17 de enero de 1976) es una deportista griega que compitió en vela en la clase RS:X. Ganó una medalla de bronce en el Campeonato Europeo de RS:X de 2006.

## Palmarés internacional
| \| Campeonato Europeo \| Campeonato Europeo \| Campeonato Europeo \| Campeonato Europeo \| \| Año \| Lugar \| Medalla \| Clase \| \| ------------------ \| ------------------ \| ------------------ \| ------------------ \| \| 2006 \| Alaçatı (Turquía) \| Medalla de bronce \| RS:X \| |                   |                   |       |
| Campeonato Europeo |                   |                   |       |
| Año | Lugar             | Medalla           | Clase |
| 2006 | Alaçatı (Turquía) | Medalla de bronce | RS:X  |